# Ipotiposi
(Carlo Emilio Gadda, Quer pasticciaccio brutto de via Merulana, 1957)
Il termine ipotiposi (dal greco hypotýpōsis, «abbozzo, esposizione sommaria», derivato da hypotypóō, «plasmo, abbozzo») ha diversi significati.
- Come figura retorica, è la descrizione, orale o scritta, di una persona, di un oggetto o di un avvenimento con una tale vivacità e ricchezza di particolari da offrirne quasi una rappresentazione visiva, secondo quanto afferma Quintiliano (Institutio oratoria IX, 2, 40): «expressa verbis ut cerni potius videatur quam audire».
- In filosofia, Plotino (Enneadi VI, 3, 7, 20) usa il termine ipotiposi nel suo significato proprio di «abbozzo» contrapposto a exergasia, qui intesa come «elaborazione ben definita»: «εἰκόνων ἡ μὲν τις ὑποτύπωσις, ἡ δὲ ἐξεργασία μᾶλλον», cioè «le immagini possono essere abbozzate o maggiormente definite». In questo significato di «abbozzo» il termine è usato nel titolo dell'opera di Sesto Empirico Ipotiposi pirroniane.

Anche Kant, nella Critica della facoltà di giudizio (al §59, "Della bellezza come simbolo della moralità"), distingue la ipotiposi schematica dalla ipotiposi simbolica, mediante la quale un'idea, in se stessa non rappresentabile sensibilmente, attraverso un'analogia può essere mostrata in forma sensibile.